# Peperomia playapampana
Peperomia playapampana är en pepparväxtart som beskrevs av William Trelease. Peperomia playapampana ingår i släktet peperomior, och familjen pepparväxter. Inga underarter finns listade i Catalogue of Life.